# فرزندکشی

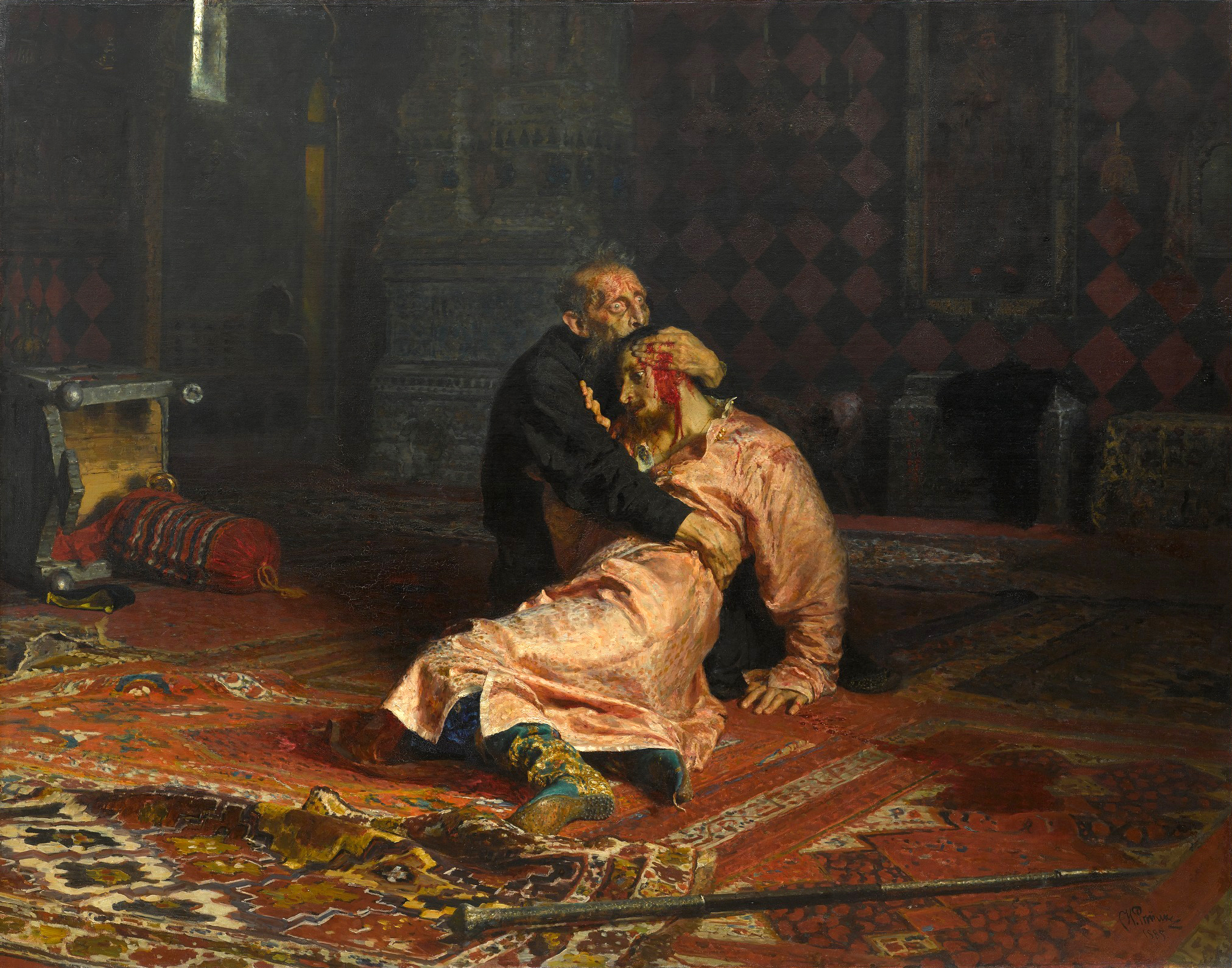
نقاشی ایوان مخوف و پسرش ایوان اثر ایلیا رپین

فرزندکشی (به انگلیسی: Filicide) به عمل قتل عمد فرزند به دست والدینش گفته می‌شود. کلمه فیلیسید از ریشه لاتین با ترکیب دو لغت filius و filia (فرزند پسر و فرزند دختر) و پسوند cid- بمعنای کشتن است. این لغت به جرم و فرد مجرم اشاره می‌کند.

## آمار
در یک بررسی که توسط وزارت دادگستری ایالات متحده آمریکا در سال ۱۹۹۹ انجام شد اینگونه نتیجه‌گیری شد که در آمریکا بین سالهای ۱۹۷۶ تا ۱۹۹۷ مادران بیشترین سهم را در فرزندکشی در طول دوران نوزادی فرزندشان داشتند. اما پدران مسئول کشتن فرزندانشان در سن هشت سالگی و بالاتر بودند.
همچنین ۵۸٪ کودکان کشته شده به دست مادرانشان (فرزندکشی مادران) دختر بودند و ۵۲٪ کودکان به قتل رسیده به دست پدرانشان (فرزندکشی پدران) پسر بودند. والدین مسئول ۶۱٪ از قتلهای کودکان کمتر از ۵سال بودند. گاهی کودک کشی همراه با خودکشی است. بر اساس آمار FBI هرساله در آمریکا ۴۵۰ کودک به دست والدینشان کشته می‌شوند.
روان‌شناسان در آمریکا تخمین می‌زنند که از هر۴ مادر، یک نفر به کشتن کودک خود فکر می‌کند. مطالعه‌ای دیگر که در سال ۲۰۱۴ در آمریکا انجام شد نشان داد در یک دوره ۳۲ ساله، فرزندکشی ۱۵ درصد از مجموع جنایات در این کشور را تشکیل داده‌است. بنابر اطلاعات وزارت دادگستری آمریکا که در این مطالعه به چاپ رسیده، بین سال‌های ۱۹۷۶ تا ۱۹۹۷، ۱۱ هزار کودک به دست والدین خود کشته شده‌اند یعنی به‌طور متوسط هر سال بیش از ۳۴۰ مورد فرزندکشی اتفاق افتاده‌است.
در روسیه در سال ۲۰۱۸، ۳۳ مورد فرزندکشی اتفاق افتاده‌است. اما جرم‌شناسان تخمین می‌زنند آمار فرزندکشی، ۸ برابر این میزان است چون بنا به فرهنگ و تابو بودن بیماریهای روانی موارد قتل به دادگاه ارجاع داده نمی‌شود. پزشکان در روسیه و کشورهای غربی برای پیشگیری از بروز این حوادث بر اهمیت توجه نسبت به مشکلات روانی در مادرها، بویژه افسردگی پس از زایمان تأکید می‌کنند.
انستیتوی جرم‌شناسی استرالیا در سال ۲۰۱۹ اعلام کرد در حدود ۱۰٪ از قربانیان قتل در استرالیا کودکان ۰ تا ۱۷ ساله بوده که بیشتر آنها قربانی فرزندکشی هستند که توسط والدین اصلی یا والدین قانونی انجام شدند. نوزادان بیشتر در خطرند و بین یک چهارم تا یک سوم قربانیان فرزندکشی زیر یکسال سن داشتند. همچنین گزارش شده که حداقل هر دوهفته یک کودک در استرالیا به دست والدین به قتل می‌رسند.

### ایران
پلیس آگاهی ایران از وقوع ۶۴ مورد فرزند کشی در ۹ ماه اول سال ۱۳۸۷ خبر داد. در یک آمار رسمی، قتل‌های خانوادگی در سال ۱۳۸۶ از ۵/۴۱ درصد در سال به ۷/۵۱ درصد رسیده‌است. ۱۵٪ از قتل‌های خانوادگی به فرزندکشی اختصاص دارد و ۸۰٪ این قتل‌های خانوادگی درون خانه رخ داده‌است. در مواردی این قتل‌ها ریشه در مسائل خانوادگی دارد، و اعضاء خانواده در پی بروز اختلاف کنترل خود را از دست می‌دهند و به یکدیگر آسیب می‌رسانند.

#### مجازات
قانون مجازات اسلامی با اقتباس از فقه امامیه، مقرراتی را در مورد این جرم وضع نموده به نحوی که پدر و جد پدری را در صورت قتل فرزند از مجازات قصاص معاف کرده و این حکم را به مادر سرایت نداده‌است. ماده ۲۲۰ قانون مجازات اسلامی در قانون حدود و قصاص مصوب۱۳۶۱، هر گونه فرزندکشی توسط پدر یا جد پدری را مانع ثبوت قصاص دانسته و نهایتاً وی را مستحق تعزیر از ۳ تا ۱۰ سال اعلام کرده‌است. استثنای مذکور مطلق نبوده و در مواردی مانند قصد منجز قتل یا قتل با سبق تصمیم می‌توان پدر را مستحق کیفر دانست.

## علل و انواع
فیلیپ رزنیک در سال ۱۹۶۹ در پژوهشی پنج انگیزه را برای فرزندکشی ذکر کرد که شامل: ترحم، سوء رفتار منجر به قتل، کودک ناخواسته، و انتقام والدین از همدیگر است. قتل از روی ترحم هنگامی رخ می‌دهد که پدر یا مادر کودک بر این باورند که دنیا جای خطرناکی برای کودکشان است یا کودک از بیماری مادرزادی رنج می‌برد. در واقع قتل به دلیل سوء رفتار گاهی غیرعمد است ولی کودک به دلیل شدت جراحات می‌میرد. این مورد گاهی در رده نشانگان مونشهاوزن جای می‌گیرد. انتقام والدین که برای آسیب غیر مستقیم به همسر انجام می‌شود زیاد شایع نیست. برخی معتقدند در قتلهای انتقام‌جویانه والدین به کودک بعنوان یک شئ می‌نگرند.
یکی دیگر از انواع فرزندکشی، سقط جنین است که با توجه به جاندار بودن، از روز اول انعقاد نطفه قتل محسوب می‌شود و به اعتقاد علماء دین حرام شرعی است.

## کودکان در معرض خطر
در آمریکا قتل عمد یکی از پنج دلیل عمده آمار بالای مرگ‌ومیر کودکان و همچنین یکی از سه دلیل اصلی مرگ‌ومیر کودکان ۱ تا ۴ ساله است. ارتباط مستقیمی بین کودک‌آزاری و موارد قتل عمد کودکان مشاهده شده‌است. پژوهشها نشان داده‌اند کودکانی که بدست والدینشان به قتل رسیدند قبل از مرگ مورد سوءاستفاده جسمی قرار گرفتند.

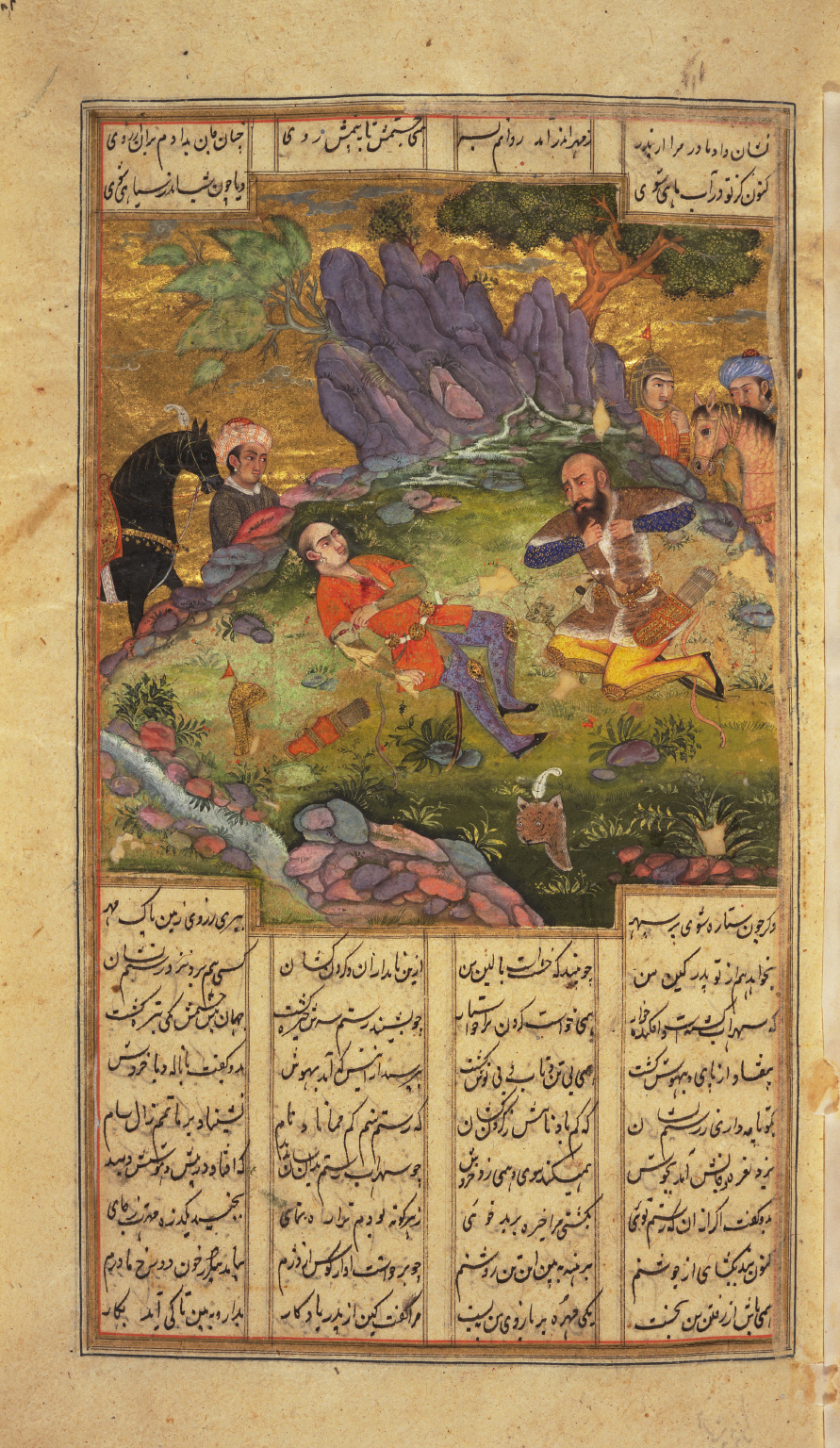
رستم و سهراب

فرزندکشی یکی از کارهایی است که در اساطیر باستان در ملل مختلف صورت گرفته:
ماریا ابراهیم در مقاله‌ای با عنوان تبارشناسی فرزندکشی با تحلیل داستان سالمرگی، نوشته‌ی اصغر الهی، به بررسی ریشه‌های اسطوره‌ای و مذهبی فرزندکشی در ایران پرداخته است. 

#### کشته شدن سهراب به دست رستم
به روایت شاهنامه فردوسی، روزی رستم برای شکار به مرز توران می‌رود که اسب او را تورانیان می‌دزدند و در طی پیدا کردن رخش، رستم با پادشاه سمنگان و پس از آن با دختر وی آشنا شده و به او علاقه‌مند می‌شود که حاصل ازدواج آن دو، پسری به نام سهراب بود. رستم همان زمان به ایران بازمی‌گردد و زمانی که سهراب بزرگ می‌شود به عنوان یکی از پهلوانان تورانی در جنگ ایران وتوران با رستم مبارزه کرده و کشته می‌شود.

### در اساطیر یونان
- قتل کریتوس به دست پاریس: پیش از ازدواج پاریس و هلن، پاریس عاشق یک پری به نام اوئنون می‌شود و آن‌ها صاحب پسری به نام کریتوس می‌شوند، پس از مدت بسیار کوتاهی که پاریس متوجه بارداری اوئنون می‌شود، آن‌ها از هم جدا می‌شوند. زمانی که کریتوس بزرگ می‌شود، وارد قصر هلن می‌شود و زمانی که هلن ماجرای اوئنون و پاریس را از زبان کریتوس می‌شنود، بیهوش می‌شود و در همان زمان، پاریس وارد می‌شود و به خیال این‌که کریتوس هلن را کشته‌است، شکم کریتوس را می‌درد.[۲۳]

### در اساطیر چین

#### نبرد لی نو چا و لی چینگ
در اساطیر چین چنین آمده‌است که فرزند لی چینگ، لی نو چا در آسمان‌ها به دنیا می‌آید و پس از بزرگ شدن برای یافتن پدر در سرزمینی وارد شده و با دنگ جیو کونگ درگیر می‌شود و وی را مغلوب می‌کند. در همین زمان دختر فرد مغلوب با او درگیر می‌شود و پادشاه سرزمین لی چینگ را برای رویارویی با لی نو چا می‌فرستد و وی این بار تنها پسرش را شکست می‌دهد و نمی‌کشد.

### جاهلیت

#### زنده به گور کردن دختران
یکی از نشانه‌های سبک زندگی جاهلی در شبه‌جزیره عربستان پیش از اسلام، دخترکشی یا زنده به گور کردن دختران بوده‌است که در دوران دعوت اسلام از دغدغه‌های مهم بوده‌است.

##### نقد در قرآن
سوره انعام آیه ۱۴۰
قَدْ خَسِرَ الَّذِینَ قَتَلُواْ أَوْلَدَهُمْ سَفَهاً بِغَیْرِ عِلْمٍ وَحَرَّمُواْ مَا رَزَقَهُمُ اللَّهُ افْتِرَاءً عَلَی اللَّهِ قَدْ ضَلُّواْ وَ مَا کَانُواْ مُهْتَدِینَ
ترجمه
به یقین زیان کردند کسانی که فرزندان خود را سفیهانه و از روی جهل کشتند، و آنچه را خداوند روزی آنان ساخته بود با افترا بر خدا حرام کردند، آنان گمراه شدند و هدایت یافته نبودند.